# Telford (Tennessee)
Telford è un census-designated-place (CDP) degli Stati Uniti d'America, nella contea di Washington, nello stato del Tennessee. Secondo il censimento del 2010, la popolazione è di 921 abitanti.